# Cystodytes dellechiajei
Cystodytes dellechiajei är en sjöpungsart som först beskrevs av Della Valle 1877.  Cystodytes dellechiajei ingår i släktet Cystodytes och familjen Polycitoridae. Inga underarter finns listade i Catalogue of Life.